# 山本邦彦 (地方公務員)
山本 邦彦（やまもと くにひこ、1947年 - ）は、日本の地方公務員。北海道副知事、北海道空港代表取締役社長、北海道経済連合会副会長、北海道観光振興機構副会長などを歴任した。現在北海道国民健康保険団体連合会理事長。

## 人物・経歴
北海道虻田郡喜茂別町出身。1970年北海道大学法学部卒、北海道入庁。北海道総務部次長や、北海道総合企画部長等を経て、2003年から北海道副知事。副知事退任後は北海道空港社長を務め、2012年には北海道経済連合会副会長にも就任した。2014年北海道空港副会長。2018年北海道空港副会長退任。北海道庁OB会道友会会長も務めており、同年から近藤龍夫会長の下で北海道観光振興機構筆頭副会長として、北海道庁OBの取りまとめにあたるなどした。

## 著書
- 『三位一体改革と自治体財政』（共著）公人の友社 2006年